# Золотой глобус (премия, 2004)
61-я церемония вручения наград премии «Золотой глобус»

25 января 2004
Лучший фильм (драма): 

«Властелин колец: Возвращение короля»
Лучший фильм (комедия или мюзикл): 

«Трудности перевода»
Лучший драматический сериал: 

«24 часа»
Лучший сериал (комедия или мюзикл): 

«Офис»
Лучший мини-сериал или фильм на ТВ: 

«Ангелы в Америке»
< 60-я Церемонии вручения 62-я >
61-я церемония вручения наград премии «Золотой глобус» за заслуги в области кинематографа за 2003 год.

## Победители и номинанты

### Игровое кино
| Победители выделены отдельным цветом. |

Здесь приведён полный список номинантов.
| Категории                                | Фотографии лауреатов                                                                                  | Победители и номинанты                                                               |
| ---------------------------------------- | --- | ------------------------------------------------------------------------------------ |
| Лучший фильм (драма)                     | | • «Властелин колец: Возвращение короля»                                              |
| Лучший фильм (драма)                     | • «Холодная гора»                                                                                     |                                                                                      |
| Лучший фильм (драма)                     | • «Хозяин морей: На краю Земли»                                                                       |                                                                                      |
| Лучший фильм (драма)                     | • «Таинственная река»                                                                                 |                                                                                      |
| Лучший фильм (драма)                     | • «Фаворит»                                                                                           |                                                                                      |
| Лучший фильм (комедия или мюзикл)        | | • «Трудности перевода»                                                               |
| Лучший фильм (комедия или мюзикл)        | • «Играй, как Бекхэм»                                                                                 |                                                                                      |
| Лучший фильм (комедия или мюзикл)        | • «Крупная рыба»                                                                                      |                                                                                      |
| Лучший фильм (комедия или мюзикл)        | • «В поисках Немо»                                                                                    |                                                                                      |
| Лучший фильм (комедия или мюзикл)        | • «Реальная любовь»                                                                                   |                                                                                      |
| Лучший режиссёр                          | | • Питер Джексон — «Властелин колец: Возвращение короля»                              |
| Лучший режиссёр                          | • Клинт Иствуд — «Таинственная река»                                                                  |                                                                                      |
| Лучший режиссёр                          | • София Коппола — «Трудности перевода»                                                                |                                                                                      |
| Лучший режиссёр                          | • Энтони Мингелла — «Холодная гора»                                                                   |                                                                                      |
| Лучший режиссёр                          | • Питер Уир — «Хозяин морей: На краю Земли»                                                           |                                                                                      |
| Лучшая мужская роль (драма)              | | • Шон Пенн — «Таинственная река» за роль Джимми Маркума                              |
| Лучшая мужская роль (драма)              | • Рассел Кроу — «Хозяин морей: На краю Земли» за роль капитана Джека Обри                             |                                                                                      |
| Лучшая мужская роль (драма)              | • Том Круз — «Последний самурай» за роль Нэйтана Олгрэна                                              |                                                                                      |
| Лучшая мужская роль (драма)              | • Бен Кингсли — «Дом из песка и тумана» за роль Массуда Амира Берани                                  |                                                                                      |
| Лучшая мужская роль (драма)              | • Джуд Лоу — «Холодная гора» за роль Инмана                                                           |                                                                                      |
| Лучшая женская роль (драма)              | | • Шарлиз Терон — «Монстр» за роль Эйлин Уорнос                                       |
| Лучшая женская роль (драма)              | • Кейт Бланшетт — «Охота на Веронику» за роль Вероники Герин                                          |                                                                                      |
| Лучшая женская роль (драма)              | • Николь Кидман — «Холодная гора» за роль Ады Монро                                                   |                                                                                      |
| Лучшая женская роль (драма)              | • Ума Турман — «Убить Билла. Фильм 1» за роль Невесты/Чёрной Мамбы/Беатрикс Кидо                      |                                                                                      |
| Лучшая женская роль (драма)              | • Эван Рэйчел Вуд — «Тринадцать» за роль Трэйси Фрилэнд                                               |                                                                                      |
| Лучшая женская роль (драма)              | • Скарлетт Йоханссон — «Девушка с жемчужной серёжкой» за роль Грит                                    |                                                                                      |
| Лучшая мужская роль (комедия или мюзикл) | | • Билл Мюррей — «Трудности перевода» за роль Боба Харриса                            |
| Лучшая мужская роль (комедия или мюзикл) | • Джек Блэк — «Школа рока» за роль Дьюи Финна                                                         |                                                                                      |
| Лучшая мужская роль (комедия или мюзикл) | • Джонни Депп — «Пираты Карибского моря: Проклятие «Чёрной жемчужины»» за роль капитана Джека Воробья |                                                                                      |
| Лучшая мужская роль (комедия или мюзикл) | • Билли Боб Торнтон — «Плохой Санта» за роль Вилли                                                    |                                                                                      |
| Лучшая мужская роль (комедия или мюзикл) | • Джек Николсон — «Любовь по правилам и без» за роль Гарри Сэнборна                                   |                                                                                      |
| Лучшая женская роль (комедия или мюзикл) | | • Дайан Китон — «Любовь по правилам и без» за роль Эрики Джейн Бэрри                 |
| Лучшая женская роль (комедия или мюзикл) | • Скарлетт Йоханссон — «Трудности перевода» за роль Шарлотты                                          |                                                                                      |
| Лучшая женская роль (комедия или мюзикл) | • Джейми Ли Кёртис — «Чумовая пятница» за роль Тесс/Анны Коулман                                      |                                                                                      |
| Лучшая женская роль (комедия или мюзикл) | • Дайан Лейн — «Под солнцем Тосканы» за роль Фрэнсис Мэйс                                             |                                                                                      |
| Лучшая женская роль (комедия или мюзикл) | • Хелен Миррен — «Девочки из календаря» за роль Крис Харпер                                           |                                                                                      |
| Лучшая мужская роль второго плана        | | • Тим Роббинс — «Таинственная река» за роль Дэйва Бойла                              |
| Лучшая мужская роль второго плана        | • Алек Болдуин — «Тормоз» за роль Шелли Кэплоу                                                        |                                                                                      |
| Лучшая мужская роль второго плана        | • Кэн Ватанабэ — «Последний самурай» за роль Катцумото                                                |                                                                                      |
| Лучшая мужская роль второго плана        | • Альберт Финни — «Крупная рыба» за роль Эда Блума в старости                                         |                                                                                      |
| Лучшая мужская роль второго плана        | • Питер Сарсгаард — «Афера Стивена Гласса» за роль Чарльза Лэйна                                      |                                                                                      |
| Лучшая мужская роль второго плана        | • Уильям Мейси — «Фаворит» за роль Тик Ток МакЛахлина                                                 |                                                                                      |
| Лучшая женская роль второго плана        | | • Рене Зеллвегер — «Холодная гора» за роль Руби Тьюс                                 |
| Лучшая женская роль второго плана        | • Мария Белло — «Тормоз» за роль Натали Белизарио                                                     |                                                                                      |
| Лучшая женская роль второго плана        | • Холли Хантер — «Тринадцать» за роль Мелани Фрилэнд                                                  |                                                                                      |
| Лучшая женская роль второго плана        | • Патриша Кларксон — «Праздник Эйприл» за роль Джой Бёрнс                                             |                                                                                      |
| Лучшая женская роль второго плана        | • Хоуп Дэвис — «Американское великолепие» за роль Джойс Брабнер                                       |                                                                                      |
| Лучший сценарий                          | | • София Коппола — «Трудности перевода»                                               |
| Лучший сценарий                          | • Джим, Наоми и Кирстен Шеридан — «В Америке»                                                         |                                                                                      |
| Лучший сценарий                          | • Ричард Кёртис — «Реальная любовь»                                                                   |                                                                                      |
| Лучший сценарий                          | • Энтони Мингелла — «Холодная гора»                                                                   |                                                                                      |
| Лучший сценарий                          | • Брайан Хелгеленд — «Таинственная река»                                                              |                                                                                      |
| Лучшая музыка к фильму                   | | • Говард Шор — «Властелин колец: Возвращение короля»                                 |
| Лучшая музыка к фильму                   | • Дэнни Эльфман — «Крупная рыба»                                                                      |                                                                                      |
| Лучшая музыка к фильму                   | • Габриэль Яред — «Холодная гора»                                                                     |                                                                                      |
| Лучшая музыка к фильму                   | • Ханс Циммер — «Последний самурай»                                                                   |                                                                                      |
| Лучшая музыка к фильму                   | • Александр Деспла — «Девушка с жемчужной серёжкой»                                                   |                                                                                      |
| Лучшая песня                             | | • «Into the West» — «Властелин колец: Возвращение короля» (исполнитель Энни Леннокс) |
| Лучшая песня                             | • «Man of the Hour» — «Крупная рыба» (исполнитель Pearl Jam)                                          |                                                                                      |
| Лучшая песня                             | • «You Will Be My Own True Love» — «Холодная гора» (исполнители Элисон Краусс и Стинг)                |                                                                                      |
| Лучшая песня                             | • «Time Enough for Tears» — «В Америке» (исполнитель Андреа Корр)                                     |                                                                                      |
| Лучшая песня                             | • «The Heart of Every Girl» — «Улыбка Моны Лизы» (исполнитель Элтон Джон)                             |                                                                                      |
| Лучший фильм на иностранном языке        | | • «Осама» (режиссёр Сиддик Бармак, страна — Афганистан)                              |
| Лучший фильм на иностранном языке        | • «Нашествие варваров» (режиссёр Дени Аркан, страна — Франция, Канада)                                |                                                                                      |
| Лучший фильм на иностранном языке        | • «Гуд бай, Ленин!» (режиссёр Вольфганг Беккер, страна — Германия)                                    |                                                                                      |
| Лучший фильм на иностранном языке        | • «Мсье Ибрагим и цветы Корана» (режиссёр Франсуа Дюпейрон, страна — Франция)                         |                                                                                      |
| Лучший фильм на иностранном языке        | • «Возвращение» (режиссёр Андрей Звягинцев, страна — Россия)                                          |                                                                                      |

### Телевизионные фильмы и сериалы
| Победители выделены отдельным цветом. |

| Категории                                                                 | Фотографии лауреатов                                                    | Победители и номинанты                                                                         |
| ------------------------------------------------------------------------- | ----------------------------------------------------------------------- | ---------------------------------------------------------------------------------------------- |
| Лучший телевизионный сериал (драма)                                       |                                                                         | • «24 часа»                                                                                    |
| Лучший телевизионный сериал (драма)                                       | • «C.S.I.: Место преступления»                                          |                                                                                                |
| Лучший телевизионный сериал (драма)                                       | • «Части тела»                                                          |                                                                                                |
| Лучший телевизионный сериал (драма)                                       | • «Клиент всегда мёртв»                                                 |                                                                                                |
| Лучший телевизионный сериал (драма)                                       | • «Западное крыло»                                                      |                                                                                                |
| Лучший телевизионный сериал (комедия или мюзикл)                          |                                                                         | • «Офис»                                                                                       |
| Лучший телевизионный сериал (комедия или мюзикл)                          | • «Замедленное развитие»                                                |                                                                                                |
| Лучший телевизионный сериал (комедия или мюзикл)                          | • «Детектив Монк»                                                       |                                                                                                |
| Лучший телевизионный сериал (комедия или мюзикл)                          | • «Клиент всегда мёртв»                                                 |                                                                                                |
| Лучший телевизионный сериал (комедия или мюзикл)                          | • «Секс в большом городе»                                               |                                                                                                |
| Лучшая мужская роль в телевизионном сериале (драма)                       |                                                                         | • Энтони ЛаПалья — «Без следа»                                                                 |
| Лучшая мужская роль в телевизионном сериале (драма)                       | • Майкл Чиклис — «Щит» за роль Вика Мэкки                               |                                                                                                |
| Лучшая мужская роль в телевизионном сериале (драма)                       | • Уильям Петерсен — «C.S.I.: Место преступления» за роль Гила Гриссома  |                                                                                                |
| Лучшая мужская роль в телевизионном сериале (драма)                       | • Мартин Шин — «Западное крыло»                                         |                                                                                                |
| Лучшая мужская роль в телевизионном сериале (драма)                       | • Кифер Сазерленд — «24 часа» за роль Джека Бауэр                       |                                                                                                |
| Лучшая женская роль в телевизионном сериале (драма)                       |                                                                         | • Фрэнсис Конрой — «Клиент всегда мёртв» за роль Рут Фишер                                     |
| Лучшая женская роль в телевизионном сериале (драма)                       | • Дженнифер Гарнер — «Шпионка» за роль Сидни Бристоу                    |                                                                                                |
| Лучшая женская роль в телевизионном сериале (драма)                       | • Эмбер Тэмблин — «Новая Жанна Д’Арк» за роль Джоан Джирарди            |                                                                                                |
| Лучшая женская роль в телевизионном сериале (драма)                       | • Эллисон Дженни — «Западное крыло» за роль Си Джей Крегг               |                                                                                                |
| Лучшая женская роль в телевизионном сериале (драма)                       | • Джоэли Ричардсон — «Части тела» за роль Джулии МакНамара              |                                                                                                |
| Лучшая мужская роль в телевизионном сериале (комедия или мюзикл)          |                                                                         | • Рики Джервейс — «Офис»                                                                       |
| Лучшая мужская роль в телевизионном сериале (комедия или мюзикл)          | • Мэтт Леблан — «Друзья» за роль Джоуи Триббиани                        |                                                                                                |
| Лучшая мужская роль в телевизионном сериале (комедия или мюзикл)          | • Берни Мак — «Шоу Берни Мака»                                          |                                                                                                |
| Лучшая мужская роль в телевизионном сериале (комедия или мюзикл)          | • Эрик Маккормак — «Уилл и Грейс» за роль Уильяма Трумана               |                                                                                                |
| Лучшая мужская роль в телевизионном сериале (комедия или мюзикл)          | • Тони Шалуб — «Детектив Монк» за роль Эдриана Монк                     |                                                                                                |
| Лучшая женская роль в телевизионном сериале (комедия или мюзикл)          |                                                                         | • Сара Джессика Паркер — «Секс в большом городе» за роль Кэрри Брэдшоу                         |
| Лучшая женская роль в телевизионном сериале (комедия или мюзикл)          | • Битти Шрэм — «Детектив Монк» за роль Шароны Флеминг                   |                                                                                                |
| Лучшая женская роль в телевизионном сериале (комедия или мюзикл)          | • Дебра Мессинг — «Уилл и Грейс» за роль Грейс Адлер                    |                                                                                                |
| Лучшая женская роль в телевизионном сериале (комедия или мюзикл)          | • Бонни Хант — «Жизнь с Бонни» за роль Бонни Моллой                     |                                                                                                |
| Лучшая женская роль в телевизионном сериале (комедия или мюзикл)          | • Реба Макинтайр — «Реба» за роль Ребы Нелл Харт                        |                                                                                                |
| Лучшая женская роль в телевизионном сериале (комедия или мюзикл)          | • Алисия Сильверстоун — «Сваха» за роль Кейт Фокс                       |                                                                                                |
| Лучший мини-сериал или телефильм                                          |                                                                         | • «Ангелы в Америке»                                                                           |
| Лучший мини-сериал или телефильм                                          | • «Мой дом в Умбрии»                                                    |                                                                                                |
| Лучший мини-сериал или телефильм                                          | • «Нормальный»                                                          |                                                                                                |
| Лучший мини-сериал или телефильм                                          | • «Солдатская девушка»                                                  |                                                                                                |
| Лучший мини-сериал или телефильм                                          | • «Римская весна миссис Стоун»                                          |                                                                                                |
| Лучшая мужская роль (мини-сериал или телефильм)                           |                                                                         | • Аль Пачино — «Ангелы в Америке» за роль Роя Кона                                             |
| Лучшая мужская роль (мини-сериал или телефильм)                           | • Джеймс Бролин — «Рейганы» за роль Рональда Рейгана                    |                                                                                                |
| Лучшая мужская роль (мини-сериал или телефильм)                           | • Том Уилкинсон — «Нормальный» за роль Роя Эпплвуда                     |                                                                                                |
| Лучшая мужская роль (мини-сериал или телефильм)                           | • Антонио Бандерас — «Панчо Вилья» за роль Панчо Вильи                  |                                                                                                |
| Лучшая мужская роль (мини-сериал или телефильм)                           | • Трой Гэрити — «Солдатская девушка» за роль Барри Уинчелла             |                                                                                                |
| Лучшая женская роль (мини-сериал или телефильм)                           |                                                                         | • Мерил Стрип — «Ангелы в Америке» за роль Ханны Питт/Этель Розенберг/Раввина/Ангела Австралии |
| Лучшая женская роль (мини-сериал или телефильм)                           | • Джуди Дэвис — «Рейганы» за роль Нэнси Рейган                          |                                                                                                |
| Лучшая женская роль (мини-сериал или телефильм)                           | • Джессика Лэнг — «Нормальный» за роль Ирмы Эпплвуд                     |                                                                                                |
| Лучшая женская роль (мини-сериал или телефильм)                           | • Мэгги Смит — «Мой дом в Умбрии» за роль Эмили Делаханти               |                                                                                                |
| Лучшая женская роль (мини-сериал или телефильм)                           | • Хелен Миррен — «Римская весна миссис Стоун» за роль Карен Стоун       |                                                                                                |
| Лучшая мужская роль второго плана (телесериал, мини-сериал или телефильм) |                                                                         | • Джеффри Райт — «Ангелы в Америке» за роль Мистера Ли/Белиза/Ангела Европы                    |
| Лучшая мужская роль второго плана (телесериал, мини-сериал или телефильм) | • Шон Хейс — «Уилл и Грейс» за роль Джека МакФарлена                    |                                                                                                |
| Лучшая мужская роль второго плана (телесериал, мини-сериал или телефильм) | • Ли Пейс — «Солдатская девушка»                                        |                                                                                                |
| Лучшая мужская роль второго плана (телесериал, мини-сериал или телефильм) | • Бен Шенкман — «Ангелы в Америке» за роль Луиса Айронса/Ангела Океании |                                                                                                |
| Лучшая мужская роль второго плана (телесериал, мини-сериал или телефильм) | • Патрик Уилсон — «Ангелы в Америке» за роль Джо Питта                  |                                                                                                |
| Лучшая женская роль второго плана (телесериал, мини-сериал или телефильм) |                                                                         | • Мэри-Луиз Паркер — «Ангелы в Америке» за роль Харпер Питт                                    |
| Лучшая женская роль второго плана (телесериал, мини-сериал или телефильм) | • Меган Маллалли — «Уилл и Грейс» за роль Карен Уокер                   |                                                                                                |
| Лучшая женская роль второго плана (телесериал, мини-сериал или телефильм) | • Ким Кэттролл — «Секс в большом городе» за роль Саманты Джонс          |                                                                                                |
| Лучшая женская роль второго плана (телесериал, мини-сериал или телефильм) | • Кристин Дэвис — «Секс в большом городе» за роль Шарлотт Йорк          |                                                                                                |
| Лучшая женская роль второго плана (телесериал, мини-сериал или телефильм) | • Синтия Никсон — «Секс в большом городе» за роль Миранды Хоббс         |                                                                                                |

## Премия Сесиля Б. Де Милля
| Награда за вклад в кинематограф | Фотография | Имя            |
| ------------------------------- | ---------- | -------------- |
| Премия Сесиля Б. Де Милля       |            | • Майкл Дуглас |

## Мисс/Мистер «Золотой глобус»
Дочь актера Кевина Костнера.
| Символическая награда    | Изображение | Имя            |
| ------------------------ | ----------- | -------------- |
| Мисс Золотой глобус 2010 |             | • Лили Костнер |